# Xerrics d'Olot

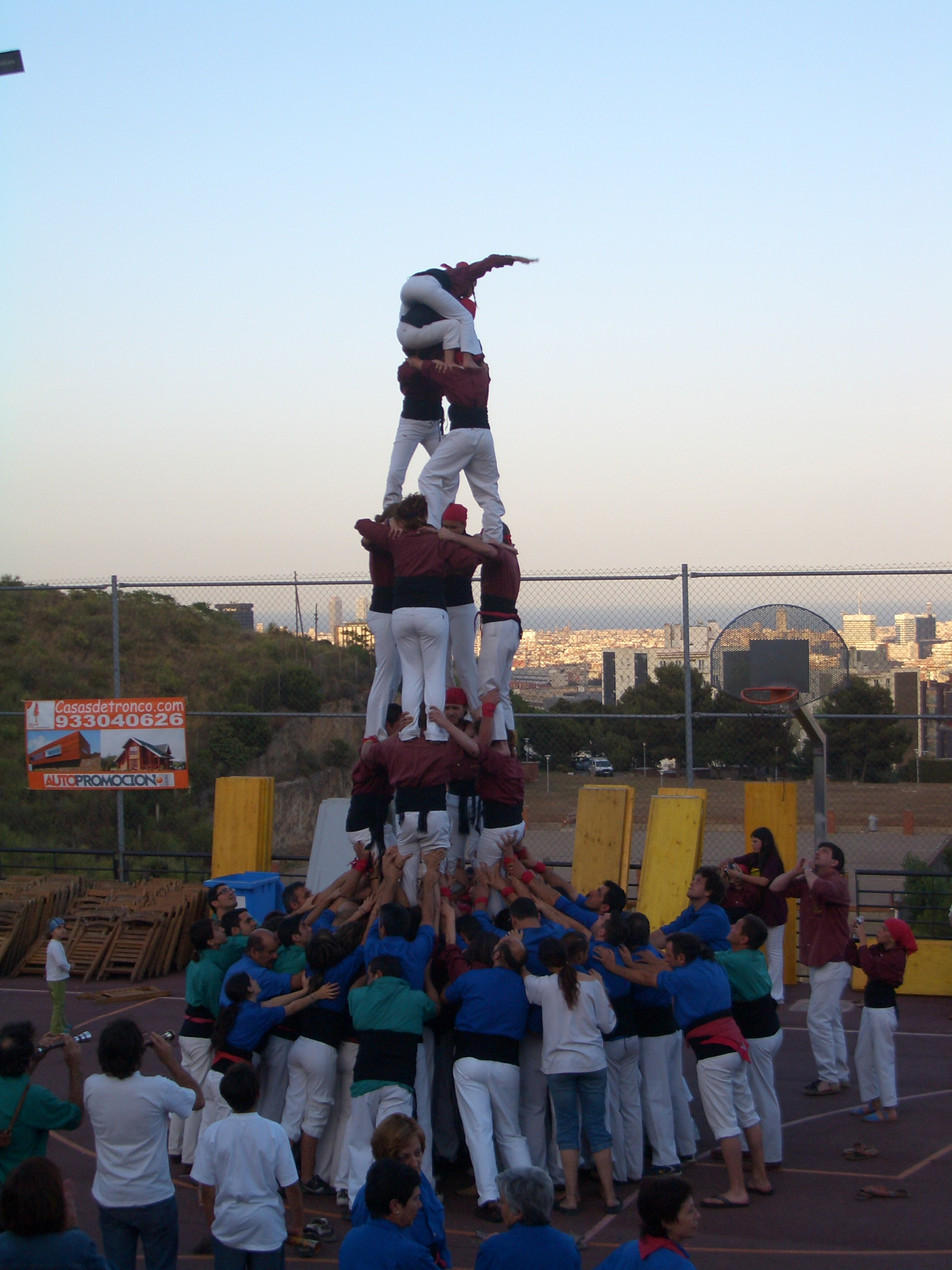
4 de 6 dels Xerrics d'Olot

Els Xerrics d'Olot són una colla castellera de la Garrotxa amb seu a Olot. Vesteixen amb camisa de color grana. Tenen dos padrins: els Castellers de Sabadell i els Marrecs de Salt.

## Història
La colla es va crear l'any 2001, quan un grup de castellers provinents dels Marrecs de Salt i dels Xoriguers de la Universitat de Girona van decidir crear-la. Per escollir el nom, es va fer una votació per tot Olot, amb un total de 3.726 vots que van quedar repartits de la manera següent: Xerrics 1.607 vots; Cardats, 593; Murris, 523; Mesells, 427; Manyacs, 356, i Borinots, 142.
Finalment, la colla es va presentar el 12 de maig del 2002 amb l'apadrinament dels Marrecs de Salt i dels Castellers de Sabadell.
El 30 d'octubre de 2004 van aconseguir carregar el seu primer castell de 7, un 3de7, a la Plaça de Santa Susanna del Mercadal de Girona, fita que repetirien el 2006.
El 28 de maig de 2013 aconsegueixen descarregar el seu primer 3de7, a la plaça Lluís Companys de Salt. El 7 de setembre del 2013, descarreguen de nou el 3de7 i hi afegeixen el seu primer 4de7 descarregat a les Festes del Tura d'Olot.
El 15 d'octubre de 2016 aconsegueixen descarregar per primera vegada tres castells de set pisos: el 3de7, el 4de7a i el 4de7, descarregant per primera vegada el 4de7a. Ho aconsegueixen a Olot, a la Diada dels Xerrics, al marc de la Fira de Sant Lluc d'Olot. L'actuació es desenvolupa amb 2pde4, 3de7, intent desmuntat de 4de7a, 4d7a, 4d7, i pde5.